# فهرست افتخارات باشگاه فوتبال سپاهان

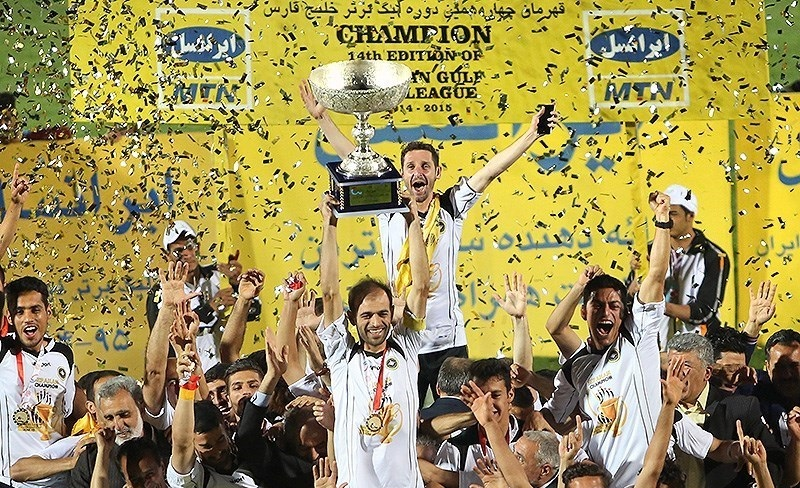
پنجمین قهرمانی باشگاه فوتبال سپاهان اصفهان در لیگ برتر فوتبال ایران – فصل ۹۴–۱۳۹۳

باشگاه فوتبال سپاهان اصفهان در سال ۱۳۳۲ تأسیس شده است. مالک این باشگاه در حال حاضر، شرکت فولاد مبارکه اصفهان بوده اما قبل از انقلاب مالک این باشگاه محمود حریری بود. باشگاه فوتبال سپاهان از ابتدای تأسیس خود موفق به کسب ۳۰ جام رسمی و کشوری و در مجموع ۳۲ جام رسمی و غیر رسمی در طول تاریخ خود شده است. سپاهان پس از  پرسپولیس و  استقلال سومین باشگاه پر افتخار در تاریخ فوتبال ایران است.
باشگاه فوتبال سپاهان با کسب ۵ قهرمانی و ۵ نایب قهرمانی در دوره‌های دوم، نهم، دهم، یازدهم و چهاردهم لیگ برتر، جزو تیم‌های پرافتخار در مسابقات لیگ فوتبال ایران به‌ شمار می‌آید. از مهم‌ترین افتخارات باشگاه فوتبال سپاهان می‌توان به ۵ قهرمانی و ۵ نایب قهرمانی لیگ فوتبال ایران، ۵ قهرمانی جام حذفی فوتبال ایران، ۱ قهرمانی سوپر جام فوتبال ایران، ۱ نایب قهرمانی لیگ قهرمانان آسیا، ۱ قهرمانی و ۱ نایب قهرمانی لیگ دسته دوم فوتبال ایران، ۱۴ قهرمانی در مسابقات قهرمانی باشگاههای اصفهان،  ‌ ۳ قهرمانی و ۱ نایب قهرمانی در لیگ فوتبال استان اصفهان، ۱ قهرمانی و ۱ نایب قهرمانی جام قهرمانی فوتبال ایران و همچنین یک عنوان پنجمی جام باشگاه‌های فوتبال جهان اشاره کرد.
باشگاه فوتبال سپاهان اولین تیمی در تاریخ لیگ‌های فوتبال ایران می‌باشد که موفق شده سه دورهٔ متوالی به مقام قهرمانی دست پیدا کند. این سه قهرمانی متوالی باشگاه فوتبال سپاهان در لیگ برتر به «هتریک قهرمانی» معروف شد. باشگاه فوتبال سپاهان اولین تیمی بوده است که موفق شده دو دورهٔ متوالی قهرمان جام حذفی فوتبال ایران شود. باشگاه فوتبال سپاهان همچنین ۵ مقام قهرمانی در مسابقات جام حذفی فوتبال ایران نیز کسب کرده است. این تیم با قهرمانی در جام حذفی در سال ۱۳۹۲ موفق شد با سه قهرمانی متوالی در لیگ فوتبال ایران و یک قهرمانی در جام حذفی فوتبال ایران برای چهارمین سال متوالی جام کسب کند. باشگاه فوتبال سپاهان اولین تیم ایرانی است که توانست به فینال مسابقات لیگ قهرمانان آسیا برسد و تنها تیمی از ایران است که به مسابقات جام باشگاه‌های جهان در سال ۲۰۰۷ میلادی راه یافته است. این تیم همچنین پرافتخارترین باشگاه فوتبال کشور در دههٔ ۱۳۸۰ محسوب می‌شود.

## کشوری (۱۳)
- لیگ برتر ایران
  - قهرمانی (۵): ۸۲–۱۳۸۱، ۸۹–۱۳۸۸، ۹۰–۱۳۸۹، ۹۱–۱۳۹۰، ۹۴–۱۳۹۳
  - نایب قهرمانی (۵): ۰۲_۱۴۰۱، ۸۷–۱۳۸۶، ۹۸–۱۳۹۷، ۱۴۰۰–۱۳۹۹، ۰۴_۱۴۰۳
- جام قهرمانی ایران
  - قهرمانی (۱): ۱۳۴۲
  - نایب قهرمانی (۱): ۱۳۳۸
- جام حذفی ایران
  - قهرمانی (۵): ۸۳–۱۳۸۲، ۸۵–۱۳۸۴، ۸۶–۱۳۸۵، ۹۲–۱۳۹۱، ۰۳_۱۴۰۲

- لیگ دسته دوم فوتبال ایران
  - قهرمانی (۱):  ۵۳-۱۳۵۲
  - نایب قهرمانی (۱): ۷۲_۱۳۷۱

- سوپر جام ایران
  - قهرمانی (۱): ۱۴۰۳

## استانی (۱۷)
- لیگ فوتبال استان اصفهان
  - قهرمانی (۳): ۶۲–۱۳۶۱، ۶۸–۱۳۶۷، ۱۳۷۰–۱۳۶۹

## آسیایی
- لیگ قهرمانان آسیا
  - نایب قهرمانی (۱): ۲۰۰۷
- عملکرد:

| #     | فصل   | نتیجه          | بازی | برد | مساوی | باخت | گل‌زده | گل‌خورده |
| ----- | ----- | -------------- | ---- | --- | ----- | ---- | ----- | ------- |
| ۱     | ۲۰۰۴  | مرحله گروهی    | ۶    | ۴   | ۱     | ۱    | ۱۵    | ۱۰      |
| ۲     | ۲۰۰۵  | مرحله گروهی    | ۶    | ۳   | ۲     | ۱    | ۱۰    | ۶       |
| ۳     | ۲۰۰۷  | نایب قهرمان    | ۱۲   | ۵   | ۵     | ۲    | ۱۶    | ۹       |
| ۴     | ۲۰۰۸  | مرحله گروهی    | ۶    | ۲   | ۱     | ۳    | ۵     | ۸       |
| ۵     | ۲۰۰۹  | مرحله گروهی    | ۶    | ۲   | ۱     | ۳    | ۹     | ۷       |
| ۶     | ۲۰۱۰  | مرحله گروهی    | ۶    | ۲   | ۲     | ۲    | ۵     | ۵       |
| ۷     | ۲۰۱۱  | یک چهارم نهایی | ۹    | ۶   | ۱     | ۲    | ۱۹    | ۱۰      |
| ۸     | ۲۰۱۲  | یک چهارم نهایی | ۹    | ۵   | ۲     | ۲    | ۱۲    | ۸       |
| ۹     | ۲۰۱۳  | مرحله گروهی    | ۶    | ۳   | ۰     | ۳    | ۱۲    | ۱۳      |
| ۱۰    | ۲۰۱۴  | مرحله گروهی    | ۶    | ۲   | ۱     | ۳    | ۹     | ۸       |
| ۱۱    | ۲۰۱۶  | مرحله گروهی    | ۶    | ۱   | ۰     | ۵    | ۲     | ۱۱      |
| ۱۲    | ۲۰۲۰  | مرحله گروهی    | ۶    | ۲   | ۱     | ۳    | ۶     | ۸       |
| مجموع | مجموع | مجموع          | ۸۴   | ۳۷  | ۱۷    | ۳۰   | ۱۲۰   | ۱۰۳     |

## بین‌المللی
- جام باشگاه‌های جهان
  - پنجم (۱): ۲۰۰۷
- عملکرد:

سپاهان تنها تیم ایرانی است که موفق شده به مسابقات جام باشگاه‌های جهان راه پیدا کند.
| جام باشگاه‌های جهان ۲۰۰۷ | جام باشگاه‌های جهان ۲۰۰۷ | جام باشگاه‌های جهان ۲۰۰۷ | جام باشگاه‌های جهان ۲۰۰۷         | جام باشگاه‌های جهان ۲۰۰۷ | جام باشگاه‌های جهان ۲۰۰۷                  |
| دوره                    | تاریخ                   | مرحله                   | مسابقات                         | نتیجه                   | گلزنان سپاهان                            |
| ----------------------- | ----------------------- | ----------------------- | ------------------------------- | ----------------------- | ---------------------------------------- |
| ۲۰۰۷                    | ۱۶ آذر ۱۳۸۶             | پلی‌آف                   | سپاهان ۳ – ۱ ویتاکر یونایتد     | برد                     | عماد رضا ۳'، ۴' · عبدالوهاب ابوالهیل ۴۷' |
| ۲۰۰۷                    | ۱۹ آذر ۱۳۸۶             | یک چهارم نهایی          | سپاهان ۱ – ۳ اوراوا رد دایموندز | باخت                    | محمود کریمی ۸۰'                          |

## غیررسمی (۲)
- جام اتحادیه تهران
  - قهرمانی: ۱۳۸۲
- جام نقش جهان
  - قهرمانی: ۱۳۷۴

## افتخارات فردی
گلزنان برتر (آقای گل) در لیگ فوتبال ایران:
- لیگ برتر ۸۲–۱۳۸۱:  ادموند بزیک – ۱۳ گل
- لیگ برتر ۸۹–۱۳۸۸:  عماد محمد رضا – ۱۹ گل
- لیگ برتر ۹۸–۱۳۹۷:  کیروس استنلی – ۱۶ گل (مشترک)
- لیگ برتر ۱۴۰۰–۱۳۹۹:  سجاد شهباززاده – ۲۰ گل
- لیگ برتر ۱۴۰۲–۱۴۰۱: شهریار مغانلو – ۱۳ گل
- لیگ برتر ۰۳_۱۴۰۲:  شهریار مغانلو _ ۱۶ گل

 بازیکن سال فوتبال ایران:
- فصل ۸۲–۱۳۸۱:  محرم نویدکیا
- فصل ۹۲–۱۳۹۱:  محرم نویدکیا

 مرد سال فوتبال ایران:
لیگ برتر ۰۳_۱۴۰۲:  رامین رضاییان
 پدیده سال فوتبال ایران:
لیگ برتر ۰۳_۱۴۰۲:  محمد جواد حسین‌نژاد
 بهترین پدیده جوان:
لیگ برتر ۸۷_۱۳۸۶:
 احسان حاج‌صفی
 بهترین بازیکن خارجی:
لیگ برتر ۸۲_۱۳۸۱:
 آرمناک پطروسیان
 بهترین مهاجم لیگ:
لیگ برتر ۸۲_۱۳۸۱:
 ادموند بزیک و محمود کریمی
 بهترین هافبک لیگ:
لیگ برتر ۸۲_۱۳۸۱:
 ادموند بزیک
 بهترین مدافع لیگ:
لیگ برتر ۸۲_۱۳۸۱:
 رضا حسن‌زاده
 بهترین سرمربی لیگ:
لیگ برتر ۸۲_۱۳۸۱:
 فرهاد کاظمی
 بهترین مدافع لیگ:
لیگ برتر ۹۴_۱۳۹۳:
 وریا غفوری
 بهترین سرمربی لیگ:
لیگ برتر ۹۴_۱۳۹۳:
 حسین فرکی
 بازیکن اخلاق لیگ:
لیگ برتر ۹۸_۱۳۹۷:
 پیام نیازمند
 بهترین هافبک لیگ:
لیگ برتر ۹۸_۱۳۹۷:
 مهدی کیانی
 بهترین مهاجم لیگ:
لیگ برتر ۹۸_۱۳۹۷:
 کیروس استنلی
 پیام نیازمند دروازه بان سپاهان رکورددار کلین‌شیت در ایران با ۹۴۰ دقیقه گل نخوردن است که در آبان سال ۱۳۹۸ این رکورد به دست آمد.
از دیگر بازیکنان رکورددار در گل نخوردن آرمناک پطروسیان است او در لیگ برتر ۸۱–۱۳۸۰ در سپاهان به مدت بیش از دو ماه (از ۲۷ آبان تا ۷ بهمن ۱۳۸۰) و ۷۰۴ دقیقه هیچ گلی دریافت نکرد و از آن زمان تا دی ماه ۱۳۹۶ نزدیک به ۱۶ سال رکورددار طولانی‌ترین زمان گل نخوردن در لیگ برتر فوتبال ایران نیز بود.

## دیگر افتخارات
- اهداء جام قهرمانی دائمی مسابقات فوتبال لیگ برتر به لحاظ ثبت رکورد سه دوره قهرمانی در این مسابقات
- انتخاب تیم فوتبال سپاهان به‌عنوان برترین تیم ایرانی در دههٔ اول قرن ۲۱ از دید فدراسیون بین‌المللی تاریخ و آمار فوتبال
- ثبت رکورد سه دوره قهرمانی متوالی مسابقات لیگ برتر فوتبال کشور (فصل‌های ۸۹–۱۳۸۸، ۹۰–۱۳۸۹ و ۹۱–۱۳۹۰)
- ثبت رکورد چهار سال کسب جام پیاپی (سه قهرمانی متوالی لیگ برتر و یک قهرمانی جام حذفی)
- راهیابی به مسابقات جام باشگاه‌های جهان به‌عنوان نخستین تیم ایرانی در تاریخ فوتبال کشور، سال ۲۰۰۷
- رتبهٔ ۵۵ برترین باشگاه‌های فوتبال جهان و رتبهٔ اول آسیا در رده‌بندی فدراسیون بین‌المللی تاریخ و آمار فوتبال، سال ۱۳۸۶
- پرافتخارترین باشگاه فوتبال کشور در دههٔ ۱۳۸۰
- انتخاب به عنوان بهترین تیم فوتبال ایران در سالهای ۸۲–۱۳۸۱ و ۸۶–۱۳۸۵